# 이저벨 코니시
이저벨 코니시(Isabelle Cornish, 1994년 7월 22일 ~ )는 오스트레일리아의 배우, 모델이다. 영화 《트랜스포머: 사라진 시대》(2014)의 테사 역으로 고려되었으나 캐스팅되지 않았다. 마블 코믹스 원작의 드라마 《인휴먼스》의 크리스털 역으로 캐스팅되었다. 배우 애비 코니시의 동생이다.